# Grodzisk
Grodzisk è un comune rurale polacco del distretto di Siemiatycze, nel voivodato della Podlachia.
Ricopre una superficie di 203,21 km² e nel 2004 contava 4 690 abitanti.